# Coatzacoatl
Coatzacoatl är en ort i Mexiko.   Den ligger i kommunen Huautla och delstaten Hidalgo, i den sydöstra delen av landet, 200 km norr om huvudstaden Mexico City. Coatzacoatl ligger 466 meter över havet och antalet invånare är 344.
Terrängen runt Coatzacoatl är huvudsakligen lite kuperad. Coatzacoatl ligger uppe på en höjd. Runt Coatzacoatl är det ganska tätbefolkat, med 65 invånare per kvadratkilometer. Närmaste större samhälle är Huejutla de Reyes, 16,8 km nordväst om Coatzacoatl. Omgivningarna runt Coatzacoatl är en mosaik av jordbruksmark och naturlig växtlighet.